# Formosa do Rio Preto (kommun)
Formosa do Rio Preto är en kommun i Brasilien.   Den ligger i delstaten Bahia, i den östra delen av landet, 600 km norr om huvudstaden Brasília. Antalet invånare är 22 534.
Följande samhällen finns i Formosa do Rio Preto:
- Formosa do Rio Preto

Omgivningarna runt Formosa do Rio Preto är huvudsakligen savann. Trakten runt Formosa do Rio Preto är nära nog obefolkad, med mindre än två invånare per kvadratkilometer.